# Giornate rosse di Viareggio
Le Giornate rosse di Viareggio o Tre giornate di Viareggio o Repubblica Viareggina sono state un'insurrezione della popolazione di Viareggio avvenuta nel 1920, nel contesto del Biennio rosso in Italia.

## Antefatti
La città, come il resto d'Italia, era scossa da lotte operaie, che avevano il loro fulcro nei grandi cantieri navali. L'episodio di maggior rilievo era stata l'occupazione dei Cantieri Ansaldo nel 1919, durato una settimana nella quale l'intera città fu posta sotto stretto assedio dal Regio Esercito, con tanto di divieto di uscire in mare ai pescatori.
I militari, aiutati dalle cosiddette "Guardie Bianche", milizie antisocialiste, piazzarono una mitragliatrice davanti alla sede della Camera del Lavoro. Nonostante qualche tafferuglio e l'esplosione di alcuni colpi d'arma da fuoco, non si registrarono vittime. L'occupazione terminò con l'arresto di Leonida Fontanini, Faliero Micheli, Eliseo Meciani, Luigi Salvatori e sua moglie. I processi furono però annullati dalla successiva amnistia.
Nel corso dei primi mesi del 1920 diversi scioperi di vasta portata avevano interessato l'intero paese, compresa la città di Viareggio, contribuendo a scaldare gli animi.

## La rivolta

### 2 maggio: l'uccisione di Morganti e lo scoppio dell'insurrezione
Domenica 2 maggio 1920, nel campo di Villa Rigutti (che si trovava nel perimetro attualmente compreso tra le vie Fratti, Puccini, De Amicis e Raffaelli), si giocò la partita del campionato di Promozione 1919-1920 tra Lucchese e Viareggio, derby molto sentito dalle tifoserie per la storica rivalità tra le due città. Al termine della partita, molto tesa, scoppiano dei tafferugli a causa di presunti brogli arbitrali e il guardalinee viareggino Augusto Morganti viene ucciso da un colpo di carabina sparato dal carabiniere Natale De Carli in pieno volto. Si trattò peraltro del primo morto in Italia a seguito di violenza calcistica.
Fu la scintilla che fece esplodere la rabbia sociale che covava diffusamente tra la popolazione viareggina. Gli insorti erano intenzionati a "fare come in Russia", ovvero a portare avanti la rivoluzione proletaria. Ben presto il manipolo di carabinieri si ritirò, inseguita da una folla minacciosa, dentro la locale caserma mentre i giocatori della Lucchese ed i loro tifosi, dopo essersi rifugiati negli spogliatoi, lasciarono indisturbati la cittadina raggiungendo a piedi Massarosa. Una moltitudine, inferocita, si recò innanzi la caserma dei carabinieri e iniziò a cingerla d'assedio. Nel frattempo altri manifestanti avevano saccheggiato il Tiro a Segno, dove si impadronirono di una trentina di fucili, e poi, verso le 20:30, irruppero nella caserma del 32º Artiglieria dove disarmarono i militari presenti. A attenuare la rabbia della folla ci pensò il deputato socialista Policarpo Scarabello, che di ritorno da un comizio a Lucca, si era ritrovato casualmente a passare per Viareggio. 
Col calar della sera la città era ormai nelle mani dei dimostranti, che simbolicamente proclamarono la Repubblica di Viareggio. Venne sospesa l'illuminazione, così come la circolazione del tram. I manifestanti fecero poi abbassare le serrande dei locali. Un carabiniere, ignaro di quanto era finora avvenuto, fu sorpreso nei pressi della caserma. In pochi secondi fu aggredito e picchiato da un gruppo di rivoltosi. Anche la stazione ferroviaria, abbandonata dai carabinieri, finì sotto il controllo dei manifestanti che iniziarono un servizio di picchetti armati per evitare il transito di convogli. Durante la notte la folla che assediava la caserma dei carabinieri, dopo aver preso a sassate e fucilate la facciata, tentò persino di incendiare l'edificio. Per placare gli animi una delegazione della locale Camera del Lavoro entrò nell'edificio per parlamentare con gli ufficiali. I sindacalisti riuscirono ad ottenere dai carabinieri, come segno distensivo, che De Carli venisse imprigionato ed interrogato dai suoi superiori. 
Nel cuore della notte si svolse un incontro tra una delegazione della CdL ed il questore Carlo Grazioli, che era giunto sino alle porte della città scortato da 50 carabinieri e 40 bersaglieri. I manifestanti, per bocca dei delegati, chiedevano che De Carli venisse punito, che i carabinieri venissero allontanati e che chi avesse partecipato alle proteste venisse condonato. Le due parti però non trovarono un accordo.

### 3 maggio: proseguono le trattative
Verso le 04:00 del mattino, su richiesta del prefetto Lualdi, giunsero a Viareggio due colonne di militari, forti ognuna di 100 uomini e comandate dal colonnello Raimondo Poppi. I soldati riuscirono a raggiungere i carabinieri assediati e ad unirsi a loro nella difesa della caserma. Una volta completata quest'operazione il questore Grazioli, lasciò i 50 carabinieri nei pressi Viareggio e inviò i 40 bersaglieri a Pietrasanta. Alle 08:00 una folla si radunò davanti alla caserma che poco dopo fu bersaglio di un lancio di pietre e di varie fucilate. Fu allora fatto uscire un gruppo di soldati che si schierò a protezione dell'edificio. Poco dopo giunse una delegazione sindacale guidata dai deputati socialisti Scarabello e Luigi Salvatori per trattare con le autorità nuove condizioni affinché terminassero le proteste senza ulteriori spargimenti di sangue. Mentre in caserma si discuteva, un camion con bordo una decina di militari ed un maresciallo dei carabinieri fu bloccato dalla folla che aggredì, bastonò ed accoltellò l'ufficiale. I soldati, dopo essere stati disarmati, vennero tranquillizzati dagli stessi manifestanti e rifocillati nelle osterie.
Nel primo pomeriggio Lualdi inviò un telegramma con il quale aggiornava sommariamente il ministero degli Interni su quanto stava avvenendo a Viareggio omettendo i fatti più gravi e compromettenti. La deliberata scelta del prefetto ebbe come conseguenza che il governo non avesse chiara la portata degli eventi e nelle ore successive ricevesse informazioni frammentate.
Onde evitare ulteriori tensioni il colonnello Poppi mandò alle barriere cittadine gruppi di soldati, affiancati dai sindacalisti della CdL, affinché non entrassero in città altri mezzi dell'esercito. Diversi di questi militari vennero disarmati dalla folla.
Nel frattempo il comando di Corpo d'armata di Firenze aveva ordinato al generale Giorgio Nobili di raggiungere Viareggio e dirigere le operazioni per riprendere il controllo della città. Una nave da guerra fu inviata per posizionarsi davanti alla città in caso le forze terrestri avessero avuto bisogno di supporto, come comunicato da Nitti a Lualdi: "Ho disposto che una regia nave si trovi domani mattina avanti Viareggio dove ancorerà senza far scendere soldati. Se avvenimenti aggravassero potrà rapidamente rimettere ordine in accordo con le forze di terra". A disposizione di Nobili fu posto il generale Carlo Castellazzi, della divisione militare di Livorno, che in poche ore giunse alla porte della cittadina con due camion di scorta. Sebbene fosse stato consigliato dal colonnello Rodda di non addentrarsi in città dal momento che le trattative erano ancora in corso, il generale Castellazzi decise di proseguire facendo procedere i due automezzi che lo accompagnavano. Una volta per le strade di Viareggio i camion caddero in un'imboscata tesa loro dagli insorti. Dopo essere riusciti a fare retromarcia, i due convogli, smarrita la strada, furono assaliti dalla folla in piazza Cavour. Un tenente fu gravemente ferito a coltellate mentre un capitano fu percosso. Nel primo pomeriggio il generale Castellazzi entrò in città. Rapidamente circondato dai manifestanti che chiedevano giustizia, l'ufficiale fu poi raggiunto da Salvatori che cercò di contenere la folla. I due poi raggiunsero insieme la caserma dei carabinieri a bordo di un automobile sospinta dai dimostranti. Una volta ragguagliato sugli accordi raggiunti tra la CdL e le autorità, ovvero allontanamento dei carabinieri da Viareggio e ingresso dell'esercito solo dopo le esequie di Morganti, Castellazzi li sottoscrisse. 
Lo stesso giorno intanto era giunto di nascosto a Viareggio anche il generale Nobili, il quale era convinto che l'insurrezione fosse guidata dall'estero ed era determinato a trovare prove -mai trovate- che dimostrassero la sua ipotesi. In città si erano nel frattempo diffuse tra i manifestanti false notizie riguardo ad un imminente sbarco di guardie regie, smentite poi da Salvatori. Ciò scatenò forti tensioni in seno allo stesso schieramento degli insorti che sfociarono in uno scontro fisico aperto che vide prevalere la fazione moderata a guida sindacale.

### 4 maggio: fine della rivolta
Verso le 13:00 del 4 maggio Nitti, furioso per gli accordi raggiunti con i rivoltosi e favorevole ad un'azione di forza, rimosse il prefetto Lualdi ed affidò i poteri al generale Nobili. Nel pomeriggio vennero celebrati i funerali di Morganti la cui salma, in quanto affiliato alla sezione dei combattenti, fu avvolta nel Tricolore. Durante le esequie furono lanciati garofani rossi e furono esposti tricolori. Dopo la cerimonia funebre si svolse un comizio in cui presero la parola Salvatori e vari dirigenti sindacali pisani, livornesi e spezzini.

## Conseguenze
Alle 09:30 del 5 maggio le truppe del generale Marincola occuparono Viareggio, vi rimarranno per circa tre mesi. In questo lasso temporale sulla cittadina verrà imposta la legge marziale. Delle armi razziate durante la rivolta, nonostante gli ordini delle autorità, ne furono riconsegnate solamente una ventina. Per settimane le forze dell'ordine effettuarono retate e singoli arresti contro tutte quelle persone erano sospettate di aver preso parte all'insurrezione. Furono fermate complessivamente oltre un centinaio di persone anche se il Pubblico Ministero firmò la custodia cautelare solo per ventuno di esse.
Già nella giornata del 3 maggio si era registrato uno sciopero alla manifattura tabacchi di Lucca contro la violenza poliziesca. Il giorno seguente sempre a Lucca un treno carico di munizioni per l'esercito diretto a Viareggio fu fermato dai ferrovieri. Sempre il 4 maggio a Livorno gli operai scesero in sciopero ed organizzarono un corteo per le vie del centro nonostante la contrarietà della locale Camera del Lavoro. Dopo una serie di scontri con le forze dell'ordine tre manifestanti vennero fermati e condotti in questura. Alla notizia dei fermi, un gruppo di manifestanti iniziò a saccheggiare alcune armerie nelle vicinanze. Poco dopo, in via della Tazza, iniziò un conflitto a fuoco che costò la vita al socialista Flaminio Mazzantini. Un operaio fu invece ricoverato in gravissime condizioni. Nelle ore successive furono lanciate contro le forze dell'ordine tre bombe.

## Risvolti processuali
I presunti capi vennero identificati in Raffaello Fruzza, Alfredo Santarlasci, Cesare Corrieri, Guido Patalani, Maria Anna Genovali, Rosa Bertelli detta “Beghera”, Guerrino Fancelli, Uliano Albiani, Lelio Antinori, Gaspero e Pertinace Summonti, Alessandro Bandoni, Alfeo Pelliccia, Gino Gerard, Giuseppe Di Ciolo, Giulio Simonini, Margherita Pivot, Michele Orlando e Romeo Biagini, che furono incarcerati con accuse pesantissime, poi ridimensionate nel corso dei successivi gradi di giudizio. Solo 23 dei circa 100 fucili trafugati vennero restituiti o recuperati dall'autorità.
Il 13 ottobre il carabiniere De Carli fu assolto dal Tribunale Militare di Firenze per legittima difesa, sebbene tale ipotesi fosse stata esclusa dall'ispettore che condusse le indagini. Diversi rappresentanti delle forze dell'ordine furono invece puniti con sospensioni, esoneri e deferimenti alle corti militari per non aver agito con sufficiente fermezza contro i disordini.

## Impatto dei fatti di Viareggio
All'epoca le Giornate rosse di Viareggio ebbero ampia eco sui media nazionali e internazionali.
Questi fatti sono stati narrati in numerosi libri e racconti, tra i quali Sulla spiaggia e al di là del molo di Mario Tobino e Viareggio, momenti di storia e cronaca di Leone Sbrana.
Nel 2020 il consiglio comunale di Viareggio ha approvato l'intitolazione dello spiazzo antistante la Torre Matilde al "2 maggio 1920".